# Paul Dumbrăvanu
Paul Dumbrăvanu (n. 2 octombrie 1979

) este un deputat român, ales în 2012 din partea Partidului Național Liberal.